# Теория нечёткой меры
Теория нечёткой меры рассматривает ряд специальных классов мер, каждая из которых характеризуется специальным свойством. Некоторые из мер, используемых в этой теории — это меры уверенности и правдоподобности из теории возможностей, функция принадлежности, а также классические вероятностные меры. В теории нечёткой меры условия точно определены, но информации об отдельных элементах недостаточно, чтобы определить, какие специальные классы мер надо использовать. Центральное понятие теории нечёткой меры — нечёткая мера, было введено Мичио Сугэно (яп. 菅野道夫) в 1974.

## Аксиомы
Нечёткая мера может рассматриваться как обобщение классической вероятностной меры. Нечёткая мера {\displaystyle g\ } над множеством {\displaystyle X\ } (рассматриваемый универс с подмножествами {\displaystyle E,F\ }...) удовлетворяет следующим условиям, когда {\displaystyle X\ } конечно:
1. Если {\displaystyle E\ } — пустое множество, то {\displaystyle g(E)=0\ }.
2. {\displaystyle g(X)=1\ }.
3. Если {\displaystyle E\ } — подмножество {\displaystyle F\ }, то {\displaystyle g(E)<g(F)\ }.

## Внешние ссылки
- http://pami.uwaterloo.ca/tizhoosh/measure.htm Архивная копия от 30 июня 2019 на Wayback Machine